# Ethel & Ernest
Ethel & Ernest è un film d'animazione del 2016 diretto da Roger Mainwood.

## Trama
A Londra, tra gli anni Venti e Settanta, si dipana la storia di Ethel ed Ernest Briggs, una coppia comune che attraversa decenni straordinari. Lui è un giovane lattaio dai forti ideali socialisti, entusiasta delle novità tecnologiche e dei cambiamenti sociali; lei una cameriera, più conservatrice e con aspirazioni borghesi, che lascia il lavoro per diventare casalinga, salvo poi contribuire allo sforzo bellico durante la Seconda Guerra Mondiale come impiegata.
I due si incontrano per caso, si innamorano e costruiscono insieme una vita, ancorata alla loro casa a Wimbledon, che diventa testimone silenziosa delle loro gioie, delle loro fatiche e dei grandi cambiamenti storici. Crescono il loro unico figlio, Raymond, tra le difficoltà della Grande Depressione, le angosce dei bombardamenti nazisti, e l'incredulità davanti all'avanzare della modernità: dalla radio alla televisione, fino ai primi contrasti generazionali tipici degli anni Sessanta.
Attraverso piccoli e grandi momenti, dai litigi domestici alle notizie storiche ascoltate via etere, il film mostra la vita dei Briggs scandita dai mutamenti esterni e interni, senza mai perdere di vista il legame tenero e resistente che li unisce. La loro casa diventa un vero e proprio personaggio, evolvendosi con loro e raccontando in silenzio le trasformazioni del tempo e della società.